# Dick Verbakel
Hendrikus Adrianus (Dick) Verbakel (Bleiswijk, 19 februari 1954 – Bergschenhoek, 9 september 2022) was een Nederlandse priester. Hij was van 1999 tot 2018 vicaris-generaal van het Bisdom Rotterdam.

## Kerkelijke loopbaan
Na de middelbare school volgde Verbakel de studie theologie aan de universiteit te Heerlen. Na enkele jaren noviciaat, woonde hij enige jaren bij de paters redemptoristen. Later kwam hij terug naar het Bisdom Rotterdam, waar hij als pastoraal werker in Naaldwijk aan de slag ging. Enkele jaren later, op 1 maart 1986, werd Dick Verbakel door bisschop Bär in de Sint-Adrianuskerk in Naaldwijk tot priester gewijd. In de begintijd van zijn priesterschap vroeg bisschop Bär hem om door te studeren in Amerika. Hij was gepromoveerd in de Pastorale Psychotherapie. Toen hij terugkwam werd hij pastoor in Rijswijk. In 1997 vroeg bisschop Van Luyn hem om vicaris-generaal te worden van het bisdom Rotterdam.
Aangezien Van Luyn sinds 2006 een belangrijk deel van zijn tijd spendeerde aan het voorzitterschap van de Commissie van Bisschoppen van de Europese Gemeenschap, werd het bestuur van het bisdom Rotterdam in de praktijk grotendeels door Verbakel waargenomen.
Op 1 december 2009 werd hij door paus Benedictus XVI benoemd tot Kapelaan van Zijne Heiligheid, een onderscheiding waarmee hij gerechtigd was om de titel monseigneur te voeren.
In overleg met bisschop Van den Hende was hij sinds 1 september 2012 deeltijdpastor in het cluster van de samenwerkende parochies Sint Ursula in Delft en Onze Lieve Vrouw van Sion in Midden-Delfland, naast zijn werk als vicaris-generaal. Aanvankelijk als kapelaan, na het vertrek van pater Ben Bolmer ofm in 2016 werd hij benoemd als pastoor. Sinds september 2015 was hij tevens geestelijk leidsman van de jongerengroep RKJ Delft. Ook was hij gildekapelaan van de Maria van Jessegilde. In 2018 werd hem op eigen verzoek eervol ontslag verleend als vicaris-generaal; wel bleef hij vicaris in het bisdom Rotterdam.
Op 1 mei 2022 ging Verbakel om gezondheidsredenen met emeritaat en legde hij al zijn functies neer. Op 9 september 2022 overleed hij.

## Kritiek
Er is ook kritiek geuit over het beleid van Verbakel. Zo zou Verbakel in zijn hoedanigheid als bisschoppelijk vicaris-generaal enkele malen in onenigheid gekomen zijn met traditionalistische rooms-katholieken. Daarbij wees Verbakel voornamelijk verzoeken af m.b.t. het celebreren van de Tridentijnse Mis in kerken en kapellen van het bisdom.